# Arsenolita
La arsenolita o arsenita es la forma mineral más común del trióxido de arsénico (As2O3). Fue descrita por primera vez en 1854 en relación con una muestra encontrada en el distrito de Sankt Andreasberg, macizo de Harz (Baja Sajonia, Alemania). Su nombre hace referencia al elemento arsénico, que constituye el 75 % en peso de este mineral.

## Propiedades

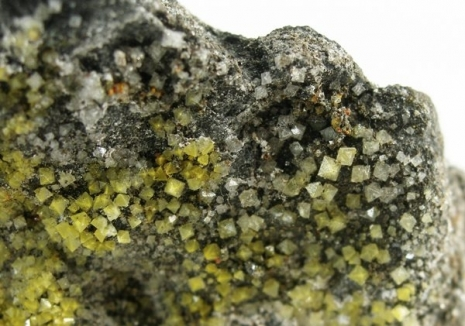
Arsenolita procedente de la mina White Caps, distrito de Manhattan, condado de Nye (Nevada)

De color variable —blanco aunque también amarillento o rosáceo si existen impurezas de rejalgar u oropimente—, la arsenolita presenta un brillo vítreo apagado. Es un mineral muy blando cuya dureza, 1,5 en la escala de Mohs, es intermedia entre la del talco y la del yeso. Tiene una densidad de 3,86 g/cm³. Es muy soluble tanto en ácido clorhídrico como en bases fuertes (hidróxido sódico e hidróxido potásico).
Es dimorfo de la claudetita, de igual fórmula química; pero mientras que este mineral cristaliza en el sistema monoclínico, la arsenolita lo hace en el cúbico, clase hexaoctaédrica (4/m 3 2/m). Asimismo, es isoestructural con la senarmontita (Sb2O3), mineral en donde el antimonio ocupa el lugar del arsénico.
Es una sustancia muy tóxica con un gusto astringente o dulzón. Contiene el arsénico en una forma muy soluble, por lo que siempre se deben lavar las manos después de su manipulación. Hay que evitar inhalar el polvo cuando se fractura y en ningún caso lamer ni ingerir.

## Morfología y formación
La arsenolita habitualmente se encuentra formando diminutos octaedros, a veces modificados por dodecaedros en agregados o costras. Asimismo puede presentar aspecto botrioidal, de terroso a pulverulento.
Este mineral se forma por oxidación de otros sulfuros que contienen arsénico en filones hidrotermales; también puede producirse en incendios de minas o en las vetas de carbón quemado.

## Yacimientos
La localidad tipo se sitúa en Sankt Andreasberg (Alemania), en una antigua zona de minas de plata, donde hay vetas de cuarzo-calcita que contienen minerales de plomo, cobre, plata y arsénico, alojadas en diabasas.
También se ha encontrado arsenolita en Lauta, distrito de Marienberg, y en la Selva Negra, en minas cercanas a Wittichen. Fuera de Alemania, hay depósitos de este mineral en Jáchymov, Radvanice, Příbram y Kutná Hora (localidades de la República Checa), así como en Kavadarci (Macedonia del Norte).
En España se ha encontrado arsenolita en Cármenes (León) y en mina Atrevida (Vimbodí, Tarragona), importante filón de baritina con otros minerales. Ya en América, Chile cuenta con depósitos en las provincias de Chañaral y Copiapó, ambas en la región de Atacama.